# 우크라이나 해방군
우크라이나 해방군(우크라이나어: Українське Визвольне Військо, УВВ; Ukrainske Vyzvolne Viysko, UVV)은 1943년에 창설된 포괄적 조직으로, 독일 육군에서 제2차 세계 대전 기간 동안 복무했던 모든 우크라이나 부대를 지칭하는 집단 명칭이었다. 이 이름으로 된 단일 부대는 존재하지 않았다. 이 명칭은 소련의 지배로부터 자신들의 영토를 해방시키고자 하는 히비 자원병들의 여러 중대와 지역 오스트바탈리온을 지칭하는 데 우크라이나 민족주의자들이 사용했다. 여기에는 붉은 군대의 우크라이나인 전쟁 포로(POW)들이 포함되었다. УВВ 소매 배지(오른쪽, 1945년 이후)를 착용한 해방군의 핵심은 1945년 4월 우크라이나 국민군으로 재편되어 1945년 5월 독일 항복 시까지 활동했던 제14SS무장척탄병사단에서 유래했다.
프랑스에 배치된 일부 UVV 대대는 프랑스 레지스탕스의 마키 게릴라에 합류했다. 이반 보훈과 타라스 셰우첸코 대대는 1944년에 프랑스 외인부대로 편입되었다.

## 지휘
나치는 유럽 전역에 흩어져 복무 중인 우크라이나 자원병이 180,000명에 달한다고 추정했으며, 이들을 단일 부대인 UVV로 통합할 것을 제안했다.
우크라이나 장군 미하일로 오멜리아노비치-파블렌코와 주로 프랑스에서의 전투로 알려진 올리버 부략 대령이 지휘한 이 부대는 1944년까지 50,000명으로 성장했으며, 전쟁 말기에는 약 80,000명에 달했다.
1945년 4월, UVV의 수많은 잔여 부대는 단명한 우크라이나 국민군에 편입되었고, 이 부대는 파블로 샨드루크 장군이 지휘했으며 1945년 5월에 해산되었다.

## 같이 보기
- 러시아 해방군